# 키쿠치 린코
키쿠치 린코(일본어: 菊地 凛子, 1981년 1월 6일 ~ )는 일본의 배우다. 본명은 키쿠치 유리코(菊地 百合子)이며 소속사는 아노래다.
1957년 《사요나라》로 미국 아카데미상 여우조연상을 수상한 우메키 미요시 이후 50년 만에 아카데미상 후보로 오른 일본인 여자 배우이다.

## 내력
가나가와현 하다노시에서 태어났으며 1999년, 본명인 기쿠치 유리코로 신도 가네토 감독의 영화 《살고싶어》 (生きたい)로 데뷔했다.
2006년에는 알레한드로 곤살레스 이냐리투 감독의 영화 《바벨》에 출연해 농아 여고생 와타야 지에코를 연기했고, 좋은 평가를 받아 아카데미상 여우조연상을 포함한 여러 영화상에 후보로 올랐다.

## 작품

### 영화
- 1999년 : 《산몬야쿠샤》
- 1999년 : 《살고싶어》
- 2004년 : 《서바이벌 스타일 5+》
- 2004년 : 《식스티 나인》
- 2004년 : 《녹차의 맛》
- 2006년 : 《웃음의 대천사》 ... 사쿠라이 아츠코 역
- 2006년 : 《바벨》 ... 치에코 역
- 2007년 : 《도감에 없는 곤충》 ... 사요코 역
- 2007년 : 《사랑하는 마도리》 ... 아츠코 역
- 2008년 : 《블룸형제 사기단》 ... 뱅뱅 역
- 2008년 : 《스카이 크롤러》
- 2009년 : 《센티미엔토: 사랑의 감각》 ... 류 역
- 2010년 : 《상하이》 ... 스미코 역
- 2010년 : 《상실의 시대》 ... 나오코 역
- 2011년 : 《개울가》 ... 타즈 역
- 2011년 : 《더 워프트 포레스트》
- 2012년 : 《잇츠 게팅 레이트》
- 2013년 : 《퍼시픽 림》 ... 마코 역
- 2013년 : 《47 로닌》 ... 미즈키 역
- 2014년 : 《쿠미코, 더 트레져 헌터》 ... 쿠미코 역 (총괄프로듀서)
- 2018년 : 《퍼시픽 림: 업라이징》 ... 마코 역
- 2023년 : 《크레이지 크루즈》 ... 아이나 역
- 2024년 : 《그 사람이 사라졌다》 ... 테라다 역

### 드라마
- 2001년 : 《하나무라 다이스케》
- 2001년 : 《츄라상》
- 2002년 : 《사립탐정 하마 마이크》
- 2003년 : 《사랑과 자본주의》
- 2003년 : 《우주에서 가장 가까운 곳》
- 2005년 : 《이유》
- 2009년 : 《라이어 게임 시즌 2》
- 2010년 : 《모테키》 하야시다 나오코 역
- 2010년 : 《안녕 로빈슨 크루소》
- 2018년 : 《웨스트월드》 아카네 역